# André Lichtwitz
Pour les articles homonymes, voir Lichtwitz.
André Lichtwitz (Le Bouscat, 31 octobre 1899 - Villejuif, 19 juillet 1962) est un médecin et militaire français, Compagnon de la Libération. Vétéran de la Grande guerre, il devient médecin et est mobilisé en tant que tel en 1939. À l'issue de la bataille de France, il choisit de rejoindre les rangs de la France libre, il s'illustre lors des campagnes d'Afrique du Nord, d'Italie et de libération de la France. Après la guerre, tout en continuant à exercer en milieu hospitalier, il devient le médecin personnel du général de Gaulle qu'il avait déjà soigné au début de la guerre.

## Biographie

### Jeunesse et engagement
André Lichtwitz voit le jour au sein d'une famille de négociants en vins de Bordeaux au Bouscat, le 31 octobre 1899. Son jeune âge ne lui permet pas de participer aux première années de la Première Guerre mondiale. Cependant en avril 1918, il est mobilisé et fait ses classes dans l'artillerie avant d'être envoyé au front en juillet. Après la guerre, il se rend à Paris pour effectuer des études de médecine et devient interne des hôpitaux de Paris en 1924. Après avoir passé le concours de médecin des hôpitaux, il exerce à l'hôpital Lariboisière et devient le médecin personnel de Paul Reynaud.

### Seconde Guerre mondiale
En septembre 1939, mobilisé en tant que médecin-capitaine de réserve, il est affecté à un hôpital de l'intérieur. Mais désireux de servir au front, il est muté au 85e régiment d'infanterie (85e RI) dont il devient le médecin-chef et participe avec cette unité aux combats de juin 1940 pendant lesquels il s'illustre particulièrement. Le 10 juin, il prend spontanément le commandement d'une compagnie privée de ses officiers. La ramenant en première ligne, il tient sa position toute la journée en attendant un ordre de repli. Le jour suivant, alors que le 85e RI se replie depuis Châtillon-sur-Marne, il évacue ses hommes de la ville malgré un intense bombardement. Transportant un blessé sur son dos, il parvient à franchir le pont de Binson juste avant que celui-ci ne soit détruit, puis il organise un point de défense sur la rive sud de la Marne où il installe également un poste de secours. Après l'armistice, refusant de baisser les bras, il cherche à constituer un réseau de résistance. À la fin de l'année 1941, il parvient à passer en Espagne où il est retenu prisonnier pendant trois mois par les troupes franquistes avant d'arriver au Portugal. En avril 1942, le général de Gaulle étant tombé gravement malade et les médecins ne parvenant pas à établir un diagnostic, son chef d'état-major le lieutenant-colonel Billotte, qui connait la réputation d'André Lichtwitz, parvient à le faire venir d'urgence à Londres depuis Lisbonne. Diagnostiquant une crise de paludisme, il parvient à soigner le général et à gagner sa confiance.
Désormais membre des Forces françaises libres, il est envoyé en Afrique du Nord où il est affecté à la 1re division française libre. Il prend alors part aux opérations de la guerre du désert en étant dans un premier temps chargé de la liaison infanterie-chars de la division, puis en prenant le commandement des groupes d'assaut. Affecté au 2e bataillon de la 13e demi-brigade de Légion étrangère, il participe en octobre 1942 à la seconde bataille d'El Alamein où il s'illustre en soignant de nombreux blessés sous le feu ennemi et en faisant prisonniers deux soldats italiens. Promu médecin-commandant, il participe à la campagne de Tunisie en 1943 puis débarque en Italie le 24 avril 1944. Le mois suivant, lors de la bataille du Garigliano pendant laquelle il est chargé d'assurer la liaison entre infanterie française et chars américains, il est blessé par des éclats d'obus mais continue le combat. Pour le seul mois de juin, André Lichtwitz est blessé trois fois et participe à la destruction de deux chars Panther.
Le 16 août 1944, le lendemain du débarquement de Provence, André Lichtwitz retrouve le sol français et participe aux combats de la libération. Lors de la campagne d'Alsace, il commande l'opération permettant la prise du fort du Salbert qui domine Belfort, ouvrant ainsi la voie à la libération de la ville. Promu médecin-colonel, il combat dans les Alpes et participe à la prise du massif de l'Authion en avril 1945. À la tête d'un groupe d'assaut divisionnaire qu'il a lui-même formé, il s'empare d'une casemate ennemie, sortant ainsi une compagnie française d'une situation délicate. Le 11 avril, il s'empare du fort de Mille Fourches en faisant prisonniers 28 soldats allemands. Le lendemain, il s'illustre lors de la prise de l'ouvrage de Plan-Caval.

### Après-guerre
Après la guerre, en mission pour le gouvernement provisoire, André Lichtwitz part aux États-Unis où il est chargé d'information médicale. Passant de l'enseignement à la recherche, il revient en France et retrouve l'hôpital Lariboisière où il fonde le centre du métabolisme phosphocalcique. Parallèlement à sa carrière hospitalière, il retrouve le général de Gaulle dont il devient le médecin personnel et l'ami. En 1961, lors du putsch des généraux, c'est à André Lichtwitz que de Gaulle remet son testament politique dans une enveloppe portant la mention "À n'ouvrir que si je disparais. Si je n'ai pas disparu le 26 avril, me rendre le pli tel quel.",. André Lichtwitz meurt le 19 juillet 1962 à Villejuif et est inhumé au cimetière du Montparnasse à Paris.

## Décorations
|  |  |  |  |  |  |
|  |  |  |  |  |  |
|  |  |  |  |  |  |

| Grand-Officier de la Légion d'honneur                                | Grand-Officier de la Légion d'honneur | Compagnon de la Libération                       | Compagnon de la Libération                       | Croix de guerre 1914-1918                           | Croix de guerre 1914-1918                           |
| Croix de guerre 1939-1945                                            | Croix de guerre 1939-1945             | Médaille de la Résistance française Avec rosette | Médaille de la Résistance française Avec rosette | Médaille coloniale Avec agrafes "Tunisie 1942-1943" | Médaille coloniale Avec agrafes "Tunisie 1942-1943" |
| Médaille commémorative des services volontaires dans la France libre |                                       |                                                  |                                                  |                                                     |                                                     |

## Publications
sous le pseudonyme d'André Linné
- Les champs secrets (en collaboration avec Edmond Nessler), Éditions Charlot, 1944.
- Le retour des insolents (en collaboration avec Pierre Bonaventure), Éditions Raoul Solar, 1948.

## Hommages
- À Pessac, en Gironde, une rue a été baptisée en son honneur[6].